# داشلي درق
داشلي درق هي قرية في مقاطعة مشكين شهر، إيران. عدد سكان هذه القرية هو 23 في سنة 2006.